# 앨릭스 모건
앨릭샌드라 퍼트리샤 "앨릭스" 모건 카라스코(영어: Alexandra Patricia "Alex" Morgan Carrasco, 1989년 7월 2일 ~ )는 미국의 여자 축구 선수로 포지션은 공격수이다. 현재 미국 샌디에이고 웨이브에서 활동하고 있다.

## 클럽 경력
14세 시절에 사이프레스 엘리트(Cypress Elite)에 입단했다. 2007년부터 2010년까지 캘리포니아 대학교 버클리 소속 여자 축구단인 캘리포니아 골든 베어스(California Golden Bears) 소속으로 뛰면서 통산 45득점, 개인 점수 107점을 기록했다.
2011년에는 미국 여자 프로 축구 소속 클럽인 웨스턴 뉴욕 플래시에 입단했고 2012년에는 시애틀 사운더스 우먼으로 이적했다. 2013년부터 2015년까지 내셔널 위민스 사커 리그 소속 클럽인 포틀랜드 손스에서 뛰었다.
2016년에는 올랜도 프라이드로 이적했다. 2017년에는 프랑스의 여자 축구 클럽인 올랭피크 리옹으로 임대 이적하면서 올랭피크 리옹의 UEFA 여자 챔피언스리그 우승에 공헌했다.
2020년에는 잉글랜드 FA 여자 슈퍼리그의 토트넘 홋스퍼 FC 위민으로 이적했다.
한시즌만에 2021년 올랜도 프라이드에서 활동하다가 2022년 샌디에이고 웨이브에 입단하였다.

## 국가대표 경력
칠레에서 개최된 2008년 FIFA U-20 여자 월드컵에서 프랑스, 아르헨티나, 조선민주주의인민공화국을 상대로 4득점을 기록하면서 미국의 우승에 공헌했다. 2010년 3월에 열린 멕시코와의 경기에서 교체 출전하면서 국가대표팀 경기에 데뷔했고 2010년 8월에 열린 중국과의 경기에서 국가대표팀 첫 골을 기록했다.
독일에서 개최된 2011년 FIFA 여자 월드컵에서는 프랑스와의 준결승전에서 득점을 기록하면서 미국의 결승 진출에 공헌했다. 일본과의 결승전에서도 후반 24분에 첫 골을 기록했고 연장 전반 14분에 나온 애비 웜백의 골을 어시스트하는 맹활약을 펼쳤으나 미국은 승부차기 끝에 일본에 패배하면서 준우승에 머물렀다.
2012년 런던 하계 올림픽에서는 프랑스와의 조별 예선 경기에서 2골을 기록했고 캐나다와의 준결승전 경기에서는 결승골을 기록했다. 미국은 이 대회에서 금메달을 획득했다. 캐나다에서 개최된 2015년 FIFA 여자 월드컵에서는 미국의 통산 3번째 FIFA 여자 월드컵 우승에 공헌했다.
2016년 1월 23일에 열린 아일랜드와의 친선 경기에서 A매치 100경기 출전 기록을 수립했으며 2016년 리우데자네이루 하계 올림픽에도 참가했지만 미국은 스웨덴과의 8강전 경기에서 승부차기 끝에 패배하면서 4강 진출이 좌절되었다. 그러나 2018년 10월에 열린 2018년 CONCACAF 여자 축구 선수권 대회에서 7골을 터뜨리며 미국의 대륙컵 대회 통산 8번째 우승에 크게 일조하였고 해당 대회에서 득점왕에 오르는 영예를 안았다.
2019년 FIFA 여자 월드컵에서는 태국과의 조별 예선 경기에서 5골을 기록했고 미국은 이 경기에서 13-0 승리를 기록했다. 이 기록은 미국의 미셸 에이커스와 같은 FIFA 여자 월드컵 역사상 한 경기 개인 최다 골 기록이자 FIFA 여자 월드컵 역사상 최다 점수차 기록이기도 하다. 잉글랜드와의 준결승전 경기에서는 1골을 기록했고 미국은 이 경기에서 2-1로 승리하면서 결승전에 진출했다. 미국은 2019년 FIFA 여자 월드컵에서 통산 4번째 FIFA 여자 월드컵 우승을 기록했고 모건은 해당 대회에서 실버슈를 수상하는 영예를 안았다.

## 사생활
2014년 12월 31일에는 미국의 남자 축구 선수인 서밴도 카라스코(Servando Carrasco)와 결혼했다. 서밴도 카라스코는 앨릭스 모건과 함께 캘리포니아 대학교 버클리 출신이기도 하다.
2015년 7월에는 캐나다의 여자 축구 선수인 크리스틴 싱클레어와 함께 일렉트로닉 아츠에서 제작한 FIFA 시리즈 게임인 《FIFA 16》의 미국판, 캐나다판 모델로 발탁되었다. 《FIFA 16》은 FIFA 시리즈 역사상 최초로 여자 축구가 등장한 비디오 게임이다.

## 수상

### 클럽
웨스턴 뉴욕 플래시
- 미국 여자 프로 축구 1회 우승 (2011)

포틀랜드 손스
- 내셔널 위민스 사커 리그 1회 우승 (2013)

올랭피크 리옹
- 디비지옹 1 페미닌 1회 우승 (2016-17)
- 쿠프 드 프랑스 페미닌 1회 우승 (2016-17)
- UEFA 여자 챔피언스리그 1회 우승 (2016-17)

### 국가대표
- 2008년 FIFA U-20 여자 월드컵 우승
- 2011년 FIFA 여자 월드컵 준우승
- 2012년 런던 하계 올림픽 여자 축구 금메달
- 2014년 CONCACAF 여자 축구 선수권 대회 우승
- 2015년 FIFA 여자 월드컵 우승
- 2018년 CONCACAF 여자 축구 선수권 대회 우승
- 2019년 FIFA 여자 월드컵 우승

### 개인
- 2008년 FIFA U-20 여자 월드컵 실버볼 수상
- 2012년 미국 올해의 여자 축구 선수 선정
- 2018년 CONCACAF 여자 축구 선수권 대회 득점왕 수상
- 2019년 FIFA 여자 월드컵 실버슈 수상

## 같이 보기
- 올림픽 축구 메달리스트 목록